# Phyllachora arthraxonis
Phyllachora arthraxonis är en svampart som beskrevs av Henn. 1904. Phyllachora arthraxonis ingår i släktet Phyllachora och familjen Phyllachoraceae.   Inga underarter finns listade i Catalogue of Life.